# 妄想中毒
『徳井義実×大橋未歩【バラステ】妄想中毒』（とくいよしみ おおはしみほ バラステ もうそうちゅうどく）は、2019年2月17日からAbemaTV・AbemaGOLDチャンネル「バラエティーステーションpresented by テレ朝」枠で不定期で配信される特別番組。
前身の『徳井義実×大橋未歩～他人の家のぞき見妄想バラエティ～妄想不動産』及びテレビ朝日（地上波）で放送された『妄想不動産 徳井義実×大橋未歩～他人の家を覗き見して家主を妄想するバラエティ～』に関しても記述する。

## 概要
住所、家賃、間取りなどから居住人物の生き方や性格、職業を妄想する妄想バラエティ番組。2018年12月2日にAbemaTV・バラエティーステーションpresented by テレ朝枠で『徳井義実×大橋未歩～他人の家のぞき見妄想バラエティ～妄想不動産』のタイトルで配信。2019年1月7日、1月14日には再編集したものがテレビ朝日・キタイチ枠で『妄想不動産 徳井義実×大橋未歩～他人の家を覗き見して家主を妄想するバラエティ～』として放送。これが好評だったためAbemaTVでの不定期レギュラー化が決定した。タイトルはその都度変更されているが基本的な企画、内容は変わっていない。2019年3月31日をもってレギュラー配信を終了。
イメージキャラクター「やどかり子ちゃん」はろるらりがデザイン。本人も『妄想不動産』第1回で登場している。
Abemaビデオ限定コーナーとしてGカップが誰かあてる妄想Gカップ、バッグの中身から持ち主（おもに職種）を充てる妄想バッグなど10分前後のコーナーを配信。

## 番組の流れ
大西アナウンサーが進行役となり住所、家賃、間取りを紹介。ソファーに座る妄想スペシャリスト徳井と独自の視点を持つ女子アナ・大橋が勝手に妄想を広げ、人生観を考察していく。またヒントとして「看護婦になるつもりが○○になった女性」など穴埋めリード文が提示される。
トークが大きく逸脱する、妄想に一旦結論が導かれるなどすると、大西の判断により玄関、キッチン、冷蔵庫の中、クローゼット、本棚などのヒント写真、ヒントVTRが随時明かされる。徳井の提案により、コンセント回りの写真が追加撮影されている。
大西の「ひとことでまとめると、どんな家主さんだと思われますか？」の最終妄想案内とともに徳井と大橋によるリード文の穴埋めが行われ、答え合わせVTRの時間となる。ここで家主のプロフィールや考察された写真、経歴などの答えあわせが行われる。クイズ番組ではないため、正解不正解は問われない。

## キャスト

### スタジオキャスト
- 徳井義実
- 大橋未歩
- 大西洋平（テレビ朝日アナウンサー）

妄想中毒レギュラー回3回目よりゲストが1名加わる。

### ナレーション
- 佐々木亮太（テレビ朝日アナウンサー）